# Lista över fornlämningar i Växjö kommun (Dänningelanda)
Lista över fornlämningar i Växjö kommun (Dänningelanda) är en förteckning av ett urval av de fornlämningar som finns i Dänningelanda i Växjö kommun.
| Namn                               | Lämningstyp                 | Tillkomsttid | Historisk indelning    | Plats | Läge                 | ID-nr          | Bild                                      |
| ---------------------------------- | --------------------------- | ------------ | ---------------------- | ----- | -------------------- | -------------- | ----------------------------------------- |
| Dänningelanda 1:1                  | Röse                        |              | Dänningelanda, Småland |       | 56.796900, 14.775130 | 10070800010001 | Ladda upp en bild av detta fornminne      |
| Dänningelanda 1:2                  | Röse                        |              | Dänningelanda, Småland |       | 56.797042, 14.775108 | 10070800010002 | Ladda upp en bild av detta fornminne      |
| Dänningelanda 1:3                  | Röse                        |              | Dänningelanda, Småland |       | 56.797170, 14.774981 | 10070800010003 | Ladda upp en bild av detta fornminne      |
| Dänningelanda 3:1                  | Runristning                 |              | Dänningelanda, Småland |       | 56.793978, 14.792669 | 10070800030001 | Ladda upp en till bild av detta fornminne |
| Dänningelanda 4:1                  | Röse                        |              | Dänningelanda, Småland |       | 56.796678, 14.791222 | 10070800040001 | Ladda upp en bild av detta fornminne      |
| Dänningelanda 4:2                  | Röse                        |              | Dänningelanda, Småland |       | 56.796644, 14.791403 | 10070800040002 | Ladda upp en bild av detta fornminne      |
| Dänningelanda 5:1                  | Hög                         |              | Dänningelanda, Småland |       | 56.795748, 14.792769 | 10070800050001 | Ladda upp en bild av detta fornminne      |
| Dänningelanda 5:2                  | Hög                         |              | Dänningelanda, Småland |       | 56.795745, 14.793003 | 10070800050002 | Ladda upp en bild av detta fornminne      |
| Dänningelanda 5:3                  | Hög                         |              | Dänningelanda, Småland |       | 56.796000, 14.792795 | 10070800050003 | Ladda upp en bild av detta fornminne      |
| Dänningelanda 6:1                  | Grav markerad av sten/block |              | Dänningelanda, Småland |       | 56.792877, 14.791929 | 10070800060001 | Ladda upp en bild av detta fornminne      |
| Dänningelanda 6:2                  | Grav markerad av sten/block |              | Dänningelanda, Småland |       | 56.792697, 14.791901 | 10070800060002 | Ladda upp en bild av detta fornminne      |
| Dänningelanda 7:1                  | Röse                        |              | Dänningelanda, Småland |       | 56.791445, 14.790330 | 10070800070001 | Ladda upp en bild av detta fornminne      |
| Dänningelanda 8:1                  | Röse                        |              | Dänningelanda, Småland |       | 56.787806, 14.792260 | 10070800080001 | Ladda upp en bild av detta fornminne      |
| Dänningelanda 10:1                 | Röse                        |              | Dänningelanda, Småland |       | 56.816668, 14.801370 | 10070800100001 | Ladda upp en bild av detta fornminne      |
| Dänningelanda 11:1                 | Röse                        |              | Dänningelanda, Småland |       | 56.822278, 14.802369 | 10070800110001 | Ladda upp en bild av detta fornminne      |
| Dänningelanda 12:1                 | Röse                        |              | Dänningelanda, Småland |       | 56.820976, 14.801158 | 10070800120001 | Ladda upp en bild av detta fornminne      |
| Dänningelanda 12:2                 | Röse                        |              | Dänningelanda, Småland |       | 56.821365, 14.801296 | 10070800120002 | Ladda upp en bild av detta fornminne      |
| Dänningelanda 13:1                 | Röse                        |              | Dänningelanda, Småland |       | 56.815649, 14.803242 | 10070800130001 | Ladda upp en bild av detta fornminne      |
| Dänningelanda 14:1                 | Röse                        |              | Dänningelanda, Småland |       | 56.799649, 14.801000 | 10070800140001 | Ladda upp en bild av detta fornminne      |
| Dänningelanda 15:1                 | Röse                        |              | Dänningelanda, Småland |       | 56.809015, 14.789059 | 10070800150001 | Ladda upp en bild av detta fornminne      |
| Dänningelanda 17:1                 | Röse                        |              | Dänningelanda, Småland |       | 56.813031, 14.773956 | 10070800170001 | Ladda upp en bild av detta fornminne      |
| Dänningelanda 17:2                 | Stenkammargrav              |              | Dänningelanda, Småland |       | 56.812751, 14.774309 | 10070800170002 | Ladda upp en bild av detta fornminne      |
| Dänningelanda 17:3                 | Röse                        |              | Dänningelanda, Småland |       | 56.812562, 14.774349 | 10070800170003 | Ladda upp en bild av detta fornminne      |
| Dänningelanda 17:4                 | Stensättning                |              | Dänningelanda, Småland |       | 56.812844, 14.774528 | 10070800170004 | Ladda upp en bild av detta fornminne      |
| Dänningelanda 18:1                 | Gravfält                    |              | Dänningelanda, Småland |       | 56.812338, 14.766989 | 10070800180001 | Ladda upp en bild av detta fornminne      |
| Dänningelanda 19:1                 | Röse                        |              | Dänningelanda, Småland |       | 56.818606, 14.780595 | 10070800190001 | Ladda upp en bild av detta fornminne      |
| Kättils kulle (Dänningelanda 20:1) | Röse                        |              | Dänningelanda, Småland |       | 56.822178, 14.780871 | 10070800200001 | Ladda upp en bild av detta fornminne      |
| Dänningelanda 21:1                 | Röse                        |              | Dänningelanda, Småland |       | 56.823739, 14.804628 | 10070800210001 | Ladda upp en bild av detta fornminne      |
| Dänningelanda 22:1                 | Röse                        |              | Dänningelanda, Småland |       | 56.824341, 14.805097 | 10070800220001 | Ladda upp en bild av detta fornminne      |
| Lunnabacken (Dänningelanda 23:1)   | Röse                        |              | Dänningelanda, Småland |       | 56.817354, 14.814064 | 10070800230001 | Ladda upp en bild av detta fornminne      |
| Dänningelanda 24:1                 | Gravfält                    |              | Dänningelanda, Småland |       | 56.802656, 14.813530 | 10070800240001 | Ladda upp en bild av detta fornminne      |
| Skrehallarna (Dänningelanda 25:1)  | Hällristning                |              | Dänningelanda, Småland |       | 56.796203, 14.780564 | 10070800250001 | Ladda upp en bild av detta fornminne      |
| Dänningelanda 27:1                 | Röse                        |              | Dänningelanda, Småland |       | 56.796903, 14.762284 | 10070800270001 | Ladda upp en bild av detta fornminne      |
| Dänningelanda 28:1                 | Stenkammargrav              |              | Dänningelanda, Småland |       | 56.828527, 14.776638 | 10070800280001 | Ladda upp en bild av detta fornminne      |
| Dänningelanda 28:2                 | Stensättning                |              | Dänningelanda, Småland |       | 56.828154, 14.776384 | 10070800280002 | Ladda upp en bild av detta fornminne      |
| Dänningelanda 33:1                 | Röse                        |              | Dänningelanda, Småland |       | 56.819996, 14.801102 | 10070800330001 | Ladda upp en bild av detta fornminne      |
| Dänningelanda 34:1                 | Röse                        |              | Dänningelanda, Småland |       | 56.822949, 14.805073 | 10070800340001 | Ladda upp en bild av detta fornminne      |
| Dänningelanda 35:1                 | Röse                        |              | Dänningelanda, Småland |       | 56.818901, 14.801131 | 10070800350001 | Ladda upp en bild av detta fornminne      |
| Dänningelanda 37:1                 | Stensättning                |              | Dänningelanda, Småland |       | 56.826061, 14.801640 | 10070800370001 | Ladda upp en bild av detta fornminne      |
| Dänningelanda 38:1                 | Stensättning                |              | Dänningelanda, Småland |       | 56.825584, 14.803206 | 10070800380001 | Ladda upp en bild av detta fornminne      |
| Dänningelanda 39:1                 | Röse                        |              | Dänningelanda, Småland |       | 56.824383, 14.802829 | 10070800390001 | Ladda upp en bild av detta fornminne      |
| Dänningelanda 40:1                 | Hög                         |              | Dänningelanda, Småland |       | 56.824015, 14.799568 | 10070800400001 | Ladda upp en bild av detta fornminne      |
| Dänningelanda 40:2                 | Hög                         |              | Dänningelanda, Småland |       | 56.824158, 14.800415 | 10070800400002 | Ladda upp en bild av detta fornminne      |
| Dänningelanda 40:3                 | Stensättning                |              | Dänningelanda, Småland |       | 56.824171, 14.801003 | 10070800400003 | Ladda upp en bild av detta fornminne      |
| Dänningelanda 40:4                 | Hällristning                |              | Dänningelanda, Småland |       | 56.824171, 14.801003 | 10070800400004 | Ladda upp en bild av detta fornminne      |
| Dänningelanda 40:5                 | Stensättning                |              | Dänningelanda, Småland |       | 56.824169, 14.801305 | 10070800400005 | Ladda upp en bild av detta fornminne      |
| Dänningelanda 40:6                 | Stensättning                |              | Dänningelanda, Småland |       | 56.824191, 14.801511 | 10070800400006 | Ladda upp en bild av detta fornminne      |
| Dänningelanda 40:7                 | Hög                         |              | Dänningelanda, Småland |       | 56.824236, 14.801837 | 10070800400007 | Ladda upp en bild av detta fornminne      |
| Dänningelanda 41:1                 | Röse                        |              | Dänningelanda, Småland |       | 56.823242, 14.801298 | 10070800410001 | Ladda upp en bild av detta fornminne      |
| Dänningelanda 41:2                 | Röse                        |              | Dänningelanda, Småland |       | 56.823245, 14.801587 | 10070800410002 | Ladda upp en bild av detta fornminne      |
| Dänningelanda 42:1                 | Hög                         |              | Dänningelanda, Småland |       | 56.821710, 14.799988 | 10070800420001 | Ladda upp en bild av detta fornminne      |
| Dänningelanda 43:1                 | Hög                         |              | Dänningelanda, Småland |       | 56.818327, 14.801303 | 10070800430001 | Ladda upp en bild av detta fornminne      |
| Dänningelanda 44:1                 | Stensättning                |              | Dänningelanda, Småland |       | 56.812328, 14.801272 | 10070800440001 | Ladda upp en bild av detta fornminne      |
| Dänningelanda 44:2                 | Hällristning                |              | Dänningelanda, Småland |       | 56.812328, 14.801272 | 10070800440002 | Ladda upp en bild av detta fornminne      |
| Dänningelanda 46:1                 | Röse                        |              | Dänningelanda, Småland |       | 56.821442, 14.814438 | 10070800460001 | Ladda upp en bild av detta fornminne      |
| Dänningelanda 47:1                 | Stensättning                |              | Dänningelanda, Småland |       | 56.814168, 14.766409 | 10070800470001 | Ladda upp en bild av detta fornminne      |
| Dänningelanda 48:1                 | Stensättning                |              | Dänningelanda, Småland |       | 56.810838, 14.766838 | 10070800480001 | Ladda upp en bild av detta fornminne      |
| Dänningelanda 48:2                 | Stensättning                |              | Dänningelanda, Småland |       | 56.810990, 14.766417 | 10070800480002 | Ladda upp en bild av detta fornminne      |
| Dänningelanda 49:1                 | Röse                        |              | Dänningelanda, Småland |       | 56.809740, 14.766833 | 10070800490001 | Ladda upp en bild av detta fornminne      |
| Dänningelanda 50:1                 | Röse                        |              | Dänningelanda, Småland |       | 56.812489, 14.770059 | 10070800500001 | Ladda upp en bild av detta fornminne      |
| Dänningelanda 51:1                 | Stensättning                |              | Dänningelanda, Småland |       | 56.807517, 14.757538 | 10070800510001 | Ladda upp en bild av detta fornminne      |
| Dänningelanda 52:1                 | Röse                        |              | Dänningelanda, Småland |       | 56.812643, 14.779312 | 10070800520001 | Ladda upp en bild av detta fornminne      |
| Dänningelanda 55:1                 | Stensättning                |              | Dänningelanda, Småland |       | 56.822997, 14.778995 | 10070800550001 | Ladda upp en bild av detta fornminne      |
| Dänningelanda 61:1                 | Hällristning                |              | Dänningelanda, Småland |       | 56.823092, 14.803236 | 10070800610001 | Ladda upp en bild av detta fornminne      |
| Dänningelanda 66:1                 | Hällristning                |              | Dänningelanda, Småland |       | 56.795643, 14.795879 | 10070800660001 | Ladda upp en bild av detta fornminne      |
| Dänningelanda 70:1                 | Hällristning                |              | Dänningelanda, Småland |       | 56.797899, 14.777486 | 10070800700001 | Ladda upp en bild av detta fornminne      |
| Dänningelanda 74:1                 | Röse                        |              | Dänningelanda, Småland |       | 56.796338, 14.783651 | 10070800740001 | Ladda upp en bild av detta fornminne      |
| Dänningelanda 77:1                 | Stenkammargrav              |              | Dänningelanda, Småland |       | 56.790498, 14.810995 | 10070800770001 | Ladda upp en bild av detta fornminne      |
| Dänningelanda 79:1                 | Stensättning                |              | Dänningelanda, Småland |       | 56.789516, 14.810625 | 10070800790001 | Ladda upp en bild av detta fornminne      |
| Dänningelanda 79:2                 | Hällristning                |              | Dänningelanda, Småland |       | 56.789548, 14.810700 | 10070800790002 | Ladda upp en bild av detta fornminne      |
| Dänningelanda 79:3                 | Hällristning                |              | Dänningelanda, Småland |       | 56.789621, 14.810561 | 10070800790003 | Ladda upp en bild av detta fornminne      |
| Dänningelanda 80:1                 | Röse                        |              | Dänningelanda, Småland |       | 56.792227, 14.814202 | 10070800800001 | Ladda upp en bild av detta fornminne      |
| Tävelsås 14:2                      | Stensättning                |              | Dänningelanda, Småland |       | 56.786264, 14.786016 | 10076300140002 | Ladda upp en bild av detta fornminne      |